# Tirreno-Adriático 2017
52. edycja wyścigu kolarskiego Tirreno-Adriático odbyła się od 8 do 14 marca 2017 roku. Liczył siedem etapów, o łącznym dystansie 1 030,8 km. Wyścig figurował w rankingu światowym UCI World Tour 2017.

## Uczestnicy
Na starcie wyścigu stanęły 22 drużyny. Wśród nich znalazło się wszystkie osiemnaście ekip UCI World Tour 2017 oraz cztery inne zaproszonych przez organizatorów.
| Numery  | Kod | Drużyna            |
| ------- | --- | ------------------ |
| 1-8     | BMC | BMC Racing Team    |
| 11-18   | ALM | Ag2r-La Mondiale   |
| 21-28   | ANS | Androni Giocattoli |
| 31-38   | AST | Astana Pro Team    |
| 41-48   | TBM | Bahrain-Merida     |
| 51-58   | BRD | Bardiani CSF       |
| 61-68   | BOH | Bora-Hansgrohe     |
| 71-78   | CDT | Cannondale-Drapac  |
| 81-88   | FDJ | FDJ                |
| 91-98   | LTS | Lotto Soudal       |
| 101-108 | MOV | Movistar Team      |

| Numery  | Kod | Drużyna              |
| ------- | --- | -------------------- |
| 111-118 | NIP | Nippo-Vini Fantini   |
| 121-128 | ORS | Orica-Scott          |
| 131-138 | QST | Quick-Step Floors    |
| 141-148 | DDD | Dimension Data       |
| 151-158 | KAT | Team Katusha-Alpecin |
| 161-168 | TLJ | Team LottoNL-Jumbo   |
| 171-178 | TNN | Team Novo Nordisk    |
| 181-188 | SKY | Team Sky             |
| 191-198 | SUN | Team Sunweb          |
| 201-208 | TFS | Trek-Segafredo       |
| 211-218 | UAD | UAE Team Emirates    |

## Etapy
| Etap | Data     | Start – Meta                                | km   | Typ         | Zwycięzca etapu  | Lider             |
| ---- | -------- | ------------------------------------------- | ---- | ----------- | ---------------- | ----------------- |
| 1.   | 8 marca  | Lido di Camaiore                            | 22,7 | TTT         | BMC Racing Team  | Damiano Caruso    |
| 2.   | 9 marca  | Camaiore > Pomarance                        | 229  | Pagórkowaty | Geraint Thomas   | Greg Van Avermaet |
| 3.   | 10 marca | Monterotondo Marittimo > Montalto di Castro | 204  | Płaski      | Peter Sagan      | Rohan Dennis      |
| 4.   | 11 marca | Montalto di Castro > Monte Terminillo       | 187  | Górski      | Nairo Quintana   | Nairo Quintana    |
| 5.   | 12 marca | Rieti > Fermo                               | 210  | Pagórkowaty | Peter Sagan      | Nairo Quintana    |
| 6.   | 13 marca | Ascoli Piceno > Civitanova Marche           | 168  | Płaski      | Fernando Gaviria | Nairo Quintana    |
| 7.   | 14 marca | San Benedetto del Tronto                    | 10,1 | ITT         | Rohan Dennis     | Nairo Quintana    |

### Etap 1 - 08.03: Lido di Camaiore, 22,7 km
| #  | Zespół            | Czas    |
| -- | ----------------- | ------- |
| 1. | BMC Racing Team   | 23' 20" |
| 2. | Quick-Step Floors | + 17"   |
| 3. | Movistar Team     | + 22"   |

| #    | Zawodnik           | Zespół | Czas     |
| ---- | ------------------ | ------ | -------- |
| 1.   | Damiano Caruso     | BMC    | 23' 20"  |
| 2.   | Rohan Dennis       | BMC    | + 0"     |
| 3.   | Greg Van Avermaet  | BMC    | + 0"     |
|      |                    |        |          |
| 38.  | Tomasz Marczyński  | LTS    | + 51"    |
| 86.  | Maciej Bodnar      | BOH    | + 1' 10" |
| 88.  | Paweł Poljański    | BOH    | + 1' 10" |
| 90.  | Rafał Majka        | BOH    | + 1' 10" |
| 108. | Michał Kwiatkowski | SKY    | + 1' 41" |

### Etap 2 - 09.03: Camaiore > Pomarance, 229 km
| #   | Zawodnik           | Zespół | Czas       |
| --- | ------------------ | ------ | ---------- |
| 1.  | Geraint Thomas     | SKY    | 5h 51' 44" |
| 2.  | Tom Dumoulin       | SUN    | + 9"       |
| 3.  | Peter Sagan        | BOH    | + 9"       |
|     |                    |        |            |
| 6.  | Michał Kwiatkowski | SKY    | + 9"       |
| 13. | Rafał Majka        | BOH    | + 9"       |
| 55. | Paweł Poljański    | BOH    | + 2' 00"   |
| 65. | Tomasz Marczyński  | LTS    | + 2' 36"   |
| 70. | Maciej Bodnar      | BOH    | + 2' 36"   |

| #   | Zawodnik           | Zespół | Czas       |
| --- | ------------------ | ------ | ---------- |
| 1.  | Greg Van Avermaet  | BMC    | 6h 15' 14" |
| 2.  | Rohan Dennis       | BMC    | + 0"       |
| 3.  | Tejay van Garderen | BMC    | + 0"       |
|     |                    |        |            |
| 32. | Rafał Majka        | BOH    | + 1' 10"   |
| 40. | Michał Kwiatkowski | SKY    | + 1' 41"   |
| 56. | Paweł Poljański    | BOH    | + 3' 01"   |
| 59. | Tomasz Marczyński  | LTS    | + 3' 18"   |
| 68. | Maciej Bodnar      | BOH    | + 3' 37"   |

### Etap 3 - 10.03: Monterotondo Marittimo > Montalto di Castro, 204 km
| #    | Zawodnik           | Zespół | Czas       |
| ---- | ------------------ | ------ | ---------- |
| 1.   | Peter Sagan        | BOH    | 4h 51' 59" |
| 2.   | Elia Viviani       | SKY    | + 0"       |
| 3.   | Jürgen Roelandts   | LTS    | + 0"       |
|      |                    |        |            |
| 21.  | Michał Kwiatkowski | SKY    | + 0"       |
| 37.  | Paweł Poljański    | BOH    | + 0"       |
| 50.  | Rafał Majka        | BOH    | + 0"       |
| 112. | Tomasz Marczyński  | LTS    | + 0"       |
| 132. | Maciej Bodnar      | BOH    | + 0"       |

| #   | Zawodnik           | Zespół | Czas        |
| --- | ------------------ | ------ | ----------- |
| 1.  | Rohan Dennis       | BMC    | 11h 07' 13" |
| 2.  | Greg Van Avermaet  | BMC    | + 0"        |
| 3.  | Damiano Caruso     | BMC    | + 0"        |
|     |                    |        |             |
| 32. | Rafał Majka        | BOH    | + 1' 10"    |
| 39. | Michał Kwiatkowski | SKY    | + 1' 41"    |
| 52. | Paweł Poljański    | BOH    | + 3' 01"    |
| 55. | Tomasz Marczyński  | LTS    | + 3' 18"    |
| 62. | Maciej Bodnar      | BOH    | + 3' 37"    |

### Etap 4 - 11.03: Montalto di Castro > Monte Terminillo, 187 km
| #    | Zawodnik           | Zespół | Czas       |
| ---- | ------------------ | ------ | ---------- |
| 1.   | Nairo Quintana     | MOV    | 5h 27' 22" |
| 2.   | Geraint Thomas     | SKY    | + 18"      |
| 3.   | Adam Yates         | ORS    | + 24"      |
|      |                    |        |            |
| 19.  | Rafał Majka        | BOH    | + 1' 39"   |
| 26.  | Michał Kwiatkowski | SKY    | + 1' 47"   |
| 43.  | Paweł Poljański    | BOH    | + 6' 28"   |
| 71.  | Tomasz Marczyński  | LTS    | + 13' 59"  |
| 119. | Maciej Bodnar      | BOH    | + 20' 55"  |

| #   | Zawodnik           | Zespół | Czas        |
| --- | ------------------ | ------ | ----------- |
| 1.  | Nairo Quintana     | MOV    | 16h 34' 46" |
| 2.  | Adam Yates         | ORS    | + 33"       |
| 3.  | Thibaut Pinot      | FDJ    | + 56"       |
|     |                    |        |             |
| 26. | Rafał Majka        | BOH    | + 2' 38"    |
| 28. | Michał Kwiatkowski | SKY    | + 3' 17"    |
| 42. | Paweł Poljański    | BOH    | + 9' 18"    |
| 56. | Tomasz Marczyński  | LTS    | + 17' 06"   |
| 85. | Maciej Bodnar      | BOH    | + 24' 21"   |

### Etap 5 - 12.03: Rieti > Fermo, 210 km
| #    | Zawodnik           | Zespół | Czas       |
| ---- | ------------------ | ------ | ---------- |
| 1.   | Peter Sagan        | BOH    | 5h 27' 22" |
| 2.   | Thibaut Pinot      | FDJ    | + 0"       |
| 3.   | Primož Roglič      | TLJ    | + 0"       |
|      |                    |        |            |
| 31.  | Rafał Majka        | BOH    | + 1' 59"   |
| 43.  | Michał Kwiatkowski | SKY    | + 3' 38"   |
| 58.  | Tomasz Marczyński  | LTS    | + 7' 47"   |
| 76.  | Paweł Poljański    | BOH    | + 11' 07"  |
| 135. | Maciej Bodnar      | BOH    | + 24' 58"  |

| #   | Zawodnik           | Zespół | Czas        |
| --- | ------------------ | ------ | ----------- |
| 1.  | Nairo Quintana     | MOV    | 21h 34' 51" |
| 2.  | Thibaut Pinot      | FDJ    | + 50"       |
| 3.  | Rohan Dennis       | BMC    | + 1' 06"    |
|     |                    |        |             |
| 24. | Rafał Majka        | BOH    | + 4' 37"    |
| 28. | Michał Kwiatkowski | SKY    | + 6' 55"    |
| 47. | Paweł Poljański    | BOH    | + 20' 25"   |
| 51. | Tomasz Marczyński  | LTS    | + 24' 53"   |
| 98. | Maciej Bodnar      | BOH    | + 49' 19"   |

### Etap 6 - 13.03: Ascoli Piceno > Civitanova Marche, 168 km
| #    | Zawodnik           | Zespół | Czas       |
| ---- | ------------------ | ------ | ---------- |
| 1.   | Fernando Gaviria   | QST    | 4h 09' 31" |
| 2.   | Peter Sagan        | BOH    | + 0"       |
| 3.   | Jasper Stuyven     | TRS    | + 0"       |
|      |                    |        |            |
| 47.  | Paweł Poljański    | BOH    | + 6"       |
| 48.  | Rafał Majka        | BOH    | + 6"       |
| 94.  | Michał Kwiatkowski | SKY    | + 48"      |
| 98.  | Tomasz Marczyński  | LTS    | + 1' 28"   |
| 118. | Maciej Bodnar      | BOH    | + 3' 12"   |

| #   | Zawodnik           | Zespół | Czas        |
| --- | ------------------ | ------ | ----------- |
| 1.  | Nairo Quintana     | MOV    | 25h 44' 28" |
| 2.  | Thibaut Pinot      | FDJ    | + 50"       |
| 3.  | Rohan Dennis       | BMC    | + 1' 06"    |
|     |                    |        |             |
| 23. | Rafał Majka        | BOH    | + 4' 37"    |
| 27. | Michał Kwiatkowski | SKY    | + 7' 37"    |
| 45. | Paweł Poljański    | BOH    | + 20' 25"   |
| 51. | Tomasz Marczyński  | LTS    | + 26' 15"   |
| 97. | Maciej Bodnar      | BOH    | + 52' 25"   |

### Etap 7 - 14.03: San Benedetto del Tronto, 10,1 km
| #    | Zawodnik           | Zespół | Czas     |
| ---- | ------------------ | ------ | -------- |
| 1.   | Rohan Dennis       | BMC    | 11' 08"  |
| 2.   | Jos van Emden      | TLJ    | + 3"     |
| 3.   | Michael Hepburn    | ORS    | + 3"     |
|      |                    |        |          |
| 6.   | Maciej Bodnar      | BOH    | + 15"    |
| 41.  | Michał Kwiatkowski | SKY    | + 38"    |
| 84.  | Tomasz Marczyński  | LTS    | + 1' 01" |
| 94.  | Rafał Majka        | BOH    | + 1' 05" |
| 108. | Paweł Poljański    | BOH    | + 1' 16" |

| #   | Zawodnik           | Zespół | Czas        |
| --- | ------------------ | ------ | ----------- |
| 1.  | Nairo Quintana     | MOV    | 25h 56' 27" |
| 2.  | Rohan Dennis       | BMC    | + 25"       |
| 3.  | Thibaut Pinot      | FDJ    | + 36"       |
|     |                    |        |             |
| 24. | Rafał Majka        | BOH    | + 5' 00"    |
| 27. | Michał Kwiatkowski | SKY    | + 7' 34"    |
| 45. | Paweł Poljański    | BOH    | + 21' 00"   |
| 51. | Tomasz Marczyński  | LTS    | + 26' 35"   |
| 94. | Maciej Bodnar      | BOH    | + 51' 59"   |

## Liderzy klasyfikacji po etapach
| Etap                 | Zwycięzca            | Klasyfikacja generalna | Klasyfikacja punktowa | Klasyfikacja górska | Klasyfikacja młodzieżowa | Klasyfikacja drużynowa |
| -------------------- | -------------------- | ---------------------- | --------------------- | ------------------- | ------------------------ | ---------------------- |
| 1.                   | BMC Racing Team      | Damiano Caruso         | –                     | –                   | Stefan Küng              | BMC Racing Team        |
| 2                    | Geraint Thomas       | Greg Van Avermaet      | Geraint Thomas        | Davide Ballerini    | Bob Jungels              | BMC Racing Team        |
| 3                    | Peter Sagan          | Rohan Dennis           | Peter Sagan           | Davide Ballerini    | Bob Jungels              | BMC Racing Team        |
| 4                    | Nairo Quintana       | Nairo Quintana         | Mirco Maestri         | Nairo Quintana      | Adam Yates               | Movistar Team          |
| 5                    | Peter Sagan          | Nairo Quintana         | Peter Sagan           | Nairo Quintana      | Egan Bernal              | Movistar Team          |
| 6                    | Fernando Gaviria     | Nairo Quintana         | Peter Sagan           | Davide Ballerini    | Egan Bernal              | Movistar Team          |
| 7                    | Rohan Dennis         | Nairo Quintana         | Peter Sagan           | Davide Ballerini    | Bob Jungels              | Movistar Team          |
| Klasyfikacja końcowa | Klasyfikacja końcowa | Nairo Quintana         | Peter Sagan           | Davide Ballerini    | Bob Jungels              | Movistar Team          |

## Klasyfikacje końcowe

### Klasyfikacja generalna
| M-ce | Zawodnik             | Zespół             | Czas        |
| ---- | -------------------- | ------------------ | ----------- |
| 1.   | Nairo Quintana       | Movistar Team      | 25h 56' 27" |
| 2.   | Rohan Dennis         | BMC Racing Team    | + 25"       |
| 3.   | Thibaut Pinot        | FDJ                | + 36"       |
| 4.   | Primož Roglič        | Team LottoNL-Jumbo | + 45"       |
| 5.   | Geraint Thomas       | Team Sky           | + 58"       |
| 6.   | Tom Dumoulin         | Team Sunweb        | + 1' 01"    |
| 7.   | Jonathan Castroviejo | Movistar Team      | + 1' 18"    |
| 8.   | Rigoberto Urán       | Cannondale-Drapac  | + 1' 36"    |
| 9.   | Bauke Mollema        | Trek-Segafredo     | + 1' 38"    |
| 10.  | Domenico Pozzovivo   | Ag2r-La Mondiale   | + 1' 59"    |
|      |                      |                    |             |
| 24.  | Rafał Majka          | Bora-Hansgrohe     | + 5' 00"    |
| 27.  | Michał Kwiatkowski   | Team Sky           | + 7' 34"    |
| 45.  | Paweł Poljański      | Bora-Hansgrohe     | + 21' 00"   |
| 51.  | Tomasz Marczyński    | Lotto Soudal       | + 26' 35"   |
| 94.  | Maciej Bodnar        | Bora-Hansgrohe     | + 51' 59"   |

| M-ce | Zawodnik           | Zespół         | Punkty |
| ---- | ------------------ | -------------- | ------ |
| 1.   | Peter Sagan        | Bora-Hansgrohe | 42     |
| 2.   | Mirco Maestri      | Bardiani CSF   | 40     |
| 3.   | Geraint Thomas     | Team Sky       | 32     |
| 4.   | Tom Dumoulin       | Team Sunweb    | 19     |
| 5.   | Nairo Quintana     | Movistar Team  | 17     |
|      |                    |                |        |
| 30.  | Michał Kwiatkowski | Team Sky       | 5      |
| 33.  | Maciej Bodnar      | Bora-Hansgrohe | 5      |

| M-ce | Zawodnik           | Zespół             | Punkty |
| ---- | ------------------ | ------------------ | ------ |
| 1.   | Davide Ballerini   | Androni Giocattoli | 18     |
| 2.   | Alan Marangoni     | Nippo-Vini Fantini | 16     |
| 3.   | Nairo Quintana     | Movistar Team      | 15     |
| 4.   | Geraint Thomas     | Team Sky           | 11     |
| 5.   | Andrey Amador      | Movistar Team      | 5      |
|      |                    |                    |        |
| 6.   | Michał Kwiatkowski | Team Sky           | 5      |
| 25.  | Rafał Majka        | Bora-Hansgrohe     | 1      |

| M-ce | Zawodnik             | Zespół             | Czas        |
| ---- | -------------------- | ------------------ | ----------- |
| 1.   | Bob Jungels          | Quick-Step Floors  | 25h 59' 20" |
| 2.   | Egan Bernal          | Androni Giocattoli | + 27"       |
| 3.   | Søren Kragh Andersen | Team Sunweb        | + 13' 33"   |
| 4.   | Alberto Bettiol      | Cannondale-Drapac  | + 26' 24"   |
| 5.   | Jasper Stuyven       | Trek-Segafredo     | + 27' 47"   |

| M-ce | Zespół          | Czas        |
| ---- | --------------- | ----------- |
| 1.   | Movistar Team   | 77h 05' 00" |
| 2.   | BMC Racing Team | + 3' 15"    |
| 3.   | Team Sky        | + 7' 41"    |
| 4.   | Astana Pro Team | + 15' 19"   |
| 5.   | FDJ             | + 15' 32"   |